# هیرواکی هیراوکا (بازیکن فوتبال)
هیرواکی هیراوکا (ژاپنی: 平岡 宏章؛ زادهٔ ۲ سپتامبر ۱۹۶۹) یک بازیکن فوتبال اهل ژاپن است.
از باشگاه‌هایی که در آن بازی کرده‌است می‌توان به باشگاه فوتبال شیمیزو اس-پالس اشاره کرد.
هیرواکی هیراوکا در تیم‌هایی همچون باشگاه فوتبال شیمیزو اس-پالس مربی‌گری کرده‌است.